# Tay Son-upproret

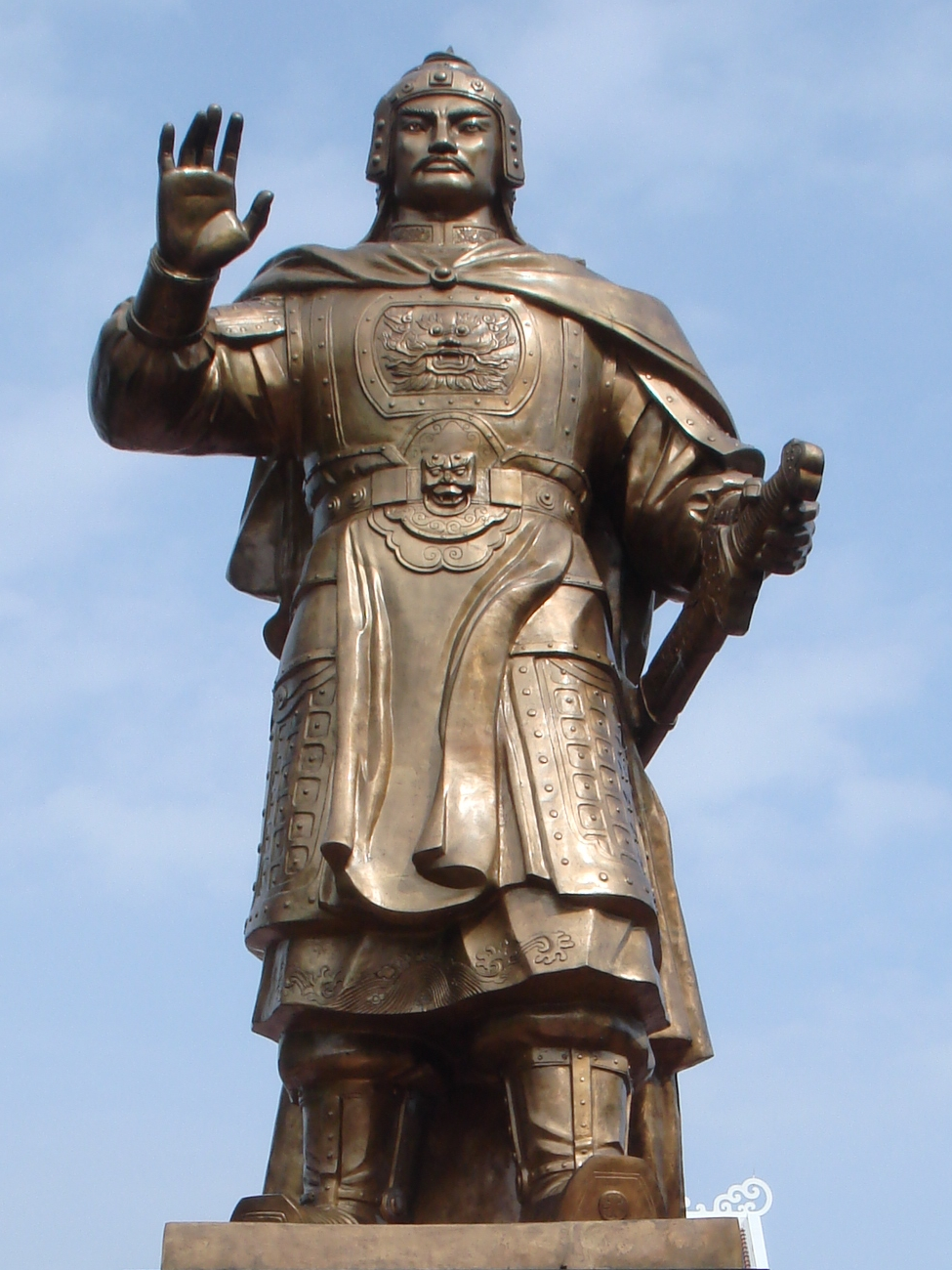

Tây Sơn-upproret var ett uppror i Vietnam som bröt ut 1771. Upproret startade i trakterna kring staden Tay Son i centrala Vietnam och leddes av tre bröder som kom från en bondefamilj. De vann snabbt anhängare och lyckades efter sex år erövra hela södra Vietnam från Nguyenklanen. Den norra delen av Vietnam styrdes av Trinhklanen som hade försvagats efter intriger om tronföljden. Tay Son-rebellerna såg då möjligheten att utöka sitt territorium vilket ledde till att de även lyckades erövra nästan hela norra Annam. En överlevande prins från Nguyenklanen gjorde flera försök att återta makten i söder. Efter flera misslyckanden kunde han med fransk hjälp besegra Tay Son-rebellerna och 1802 enade han Vietnam och kunde utropa sig själv till kung.

## Bakgrund
1771 var Vietnam uppdelat i två riken, i norr styrde Trinhklanen och i söder Nguyenklanen. Nguyenklanen hade framgångsrikt expanderat sitt territorium, först mot Champa och sedan mot Khmerriket. Mot slutet av 1700-talet hade expansionen lett till att riket blivit uttänjt och avståndet mellan huvudstaden Hue i norra delen och de nyligen erövrade områdena i söder blev för stort för en effektiv förvaltning. Dessutom avtog utrikeshandeln vilket ledde till att bönderna i allt större utsträckning fick bidra till statskassan genom högre skatter. 
Trinhklanen i norr upplevde en lång period av fred men lyckades ändå inte att skapa välstånd för befolkningen. De viktiga fördämningarna underhölls allt sämre vilket på sikt kom att leda till hungersnöd bland bönderna. Marken kom att fördelas allt mer orättvist och rika jordägare samlade allt mer mark till sig själva på böndernas bekostnad.
Ho Phi Phuc var en bonde i Tay Son med åtta söner. Tre av dessa, Nguyễn Huệ, Nguyễn Nhạc och Nguyễn Lữ, kom att bli ledare för upproret. Dessa hade då bytt ut namnet Ho mot Nguyễn. Nguyễn Nhac arbetade som skatteindrivare men försnillade statens pengar på hasardspel. Han tvingades fly upp i bergen och samlade en skara missnöjda människor runt sig. Gruppen växte snabbt på grund av det allmänna missnöjet med Nguyenklanen.

## Erövring av södra Vietnam
Den första större stad som föll var kuststaden Qui Nhơn, som togs genom Nhacs list. Expansionen fortsatte snabbt söderut och upprorsmännen förklarade för byborna att de skulle befrias från den illa omtyckte regenten Nguyen Phuc Thuan. Välbärgade fick däremot se sina hem plundrade och deras mark delades ut bland fattiga.
I norr kunde inte ledaren för Trinhklanen Trinh Sam låta bli att utnyttja oroligheterna i söder och 1774 lyckades han utan större motstånd erövra de nordligaste av Nguyenklanens provinser. Nguyen Phuc Thuan flydde huvudstaden medan Tay Son-rebellerna beslöt att acceptera att Trinh Sam annekterade de erövrade provinserna, upptagna som de var av egna erövringar i söder. De sista delarna av södra Vietnam erövrades 1777 och större delen av den kejserliga familjen dödades. Nguyễn Lữ kom att styra över södra Vietnam medan brodern Nguyễn Nhạc styrde den mellersta.

## Erövring av norra Vietnam
I norr hade Trinh Sam åsidosatt sin äldste son till förmån för Trinh Can som han fått med sin favoritälskarinna Dang Thi Hue. Den åsidosatte sonen Trinh Khai lyckades till slut ta makten men endast tack vare elittrupperna i armén som ofta behandlade befolkningen illa.
Försvagningen i norr utnyttjades av Tay Son-rebellerna ledda av Nguyễn Huệ till att erövra även norra Vietnam under förevändning att återinsätta den yngre Ledynastin på tronen. Den återinsatte kejsaren lyckades inte få kontroll över sitt land och hellre än att be Tay Son-ledarna om hjälp vände han sig till kineserna som mer än gärna ställde upp med baktanken att åter ta kontroll över norra Vietnam.
En armé på 200 000 kineser tågade in i Vietnam och erövrade Thang Long. Nguyễn Huệ hade utropat sig själv till kung över de norra delarna (under namnet Quang Trung) och vann en stor seger över kineserna vid Dong Da (nära dagens Hanoi) som än idag ses som en av de större militära segrarna i Vietnams historia.

## Slutet för Tay son-upproret
En av de prinsar som hade lyckats fly undan massakern på kungligheter i söder var Nguyễn Ánh. Han lyckades hålla sig gömd och 1778 återtog han vissa områden när Tay Son-rebellerna drog norrut. Nguyễn Nhạc och Nguyễn Huệ återtog 1783 de områden som hade gått förlorade och begick i samband med detta en massaker på 10 000 kineser, kanske på grund av deras stöd till Nguyễn Ánh.
Nguyễn Ánh fick åter fly, denna gång till Thailand där han fick stöd av kungen som sände en armé på 20 000 man för att bistå prinsen. I ett slag vid My Tho floden blev thailändarna grundligt besegrade och Ánh flydde tillbaka till Thailand.
Under sin vistelse i Thailand hade han träffat den franske jesuitmissionären Pigneau de Behaine (biskopen av Adran) som tillsammans med Nguyen Anhs son Canh begav sig till Frankrike och träffade den franska kungen Ludvig XVI för att be om militärt stöd. Ludvig XVI godkände en militär expedition med ändrade sig sedan. Istället lyckades Pigneau övertala franska handelsmän i Indien att finansiera expeditionen. "Armén" kom att bestå av 400 desertörer och avseglade från Indien 1789.
Nguyễn Lữ som styrde i söder besegrades efter hårda strider. När franska revolutionen bröt ut blev det helt uteslutet med någon form av organiserat franskt stöd men Nguyen Anh fortsatte att avancera norrut. När Nguyen Hue så dog så försvann det sista hindret för Anh och hela Vietnam var erövrat 1802

## Efter upproret
Nguyễn Ánh antog namnet Gia Long och grundade Nguyendynastin. Huvudstaden flyttades från Thang Long i norr till Hue i centrala Vietnam. Det viktigaste projektet för Gia Long var att få landet på fötter efter decennier av krig. Hans lösning var att ge konfucianismen ett större inflytande. Eftersom den franska staten inte hade gett stöd till Gia Long, upptagna som man var av Napoleonkrigen, utan stödet hade kommit från privata initiativ kom inte det franska inflytandet att öka på kort sikt.